# انتخابات ریاست‌جمهوری تاجیکستان (۲۰۲۰)
انتخابات ریاست‌جمهوری تاجیکستان (انگلیسی: 2020 Tajik presidential election) در ‍‍ اکتبر ۲۰۲۰ برگزار شد. نتیجه ایم انتخابات پنجمین پیروزی متوالی برای امامعلی رحمان، رئیس بلندمدت سابق از حزب دموکراتیک خلق ها بود که با بیش از ۹۰ درصد آرا مجدداً انتخاب شد. رحمان پنجمین دوره ریاست جمهوری خود را در ۳۰ اکتبر آغاز کرد. او در مراسمی در دوشنبه سوگند ریاست جمهوری را یاد کرد.

## نظام انتخاباتی
رئیس‌جمهور برای یک دوره هفت ساله انتخاب می‌شود، و نامزدهای بالقوه به جمع‌آوری ۲۱۰٬۰۰۰ امضا برای حضور در انتخابات نیاز دارند.
مراکز حوزه‌های رأی‌گیری در ساعت ۲۲:۰۰ بسته می‌شود و قرار بر این است که نتایج رسمی اولیه اوایل روز بعد اعلام شود.اگر هیچ یک از نامزدها بیش از ۵۰ درصد از کل آرا را به دست نیاورد، دور دوم بین ۱۵ تا ۳۱ روز بعد بین دو نامزدی که بیشترین آرا را به دست آورده اند برگزار می شود. برای اینکه نتیجه انتخابات معتبر باشد، مشارکت رای دهندگان باید از ۵۰ درصد تجاوز کند. در غیر این صورت انتخابات تازه ای برگزار می شود.

## نتایج
| کاندیدا                | کاندیدا                | حزب                           | آراء      | ٪      |
| ---------------------- | ---------------------- | ----------------------------- | --------- | ------ |
|                        | امامعلی رحمان          | حزب خلق دموکرات تاجیکستان     | ۳٬۸۵۳٬۹۸۷ | ۹۲٫۰۸  |
|                        | رستم لطیف زاده         | حزب کشاورزی (تاجیکستان)       | ۱۲۸٬۱۸۲   | ۳٫۰۶   |
|                        | رستم رحمت‌زاده          | حزب اصلاحات اقتصادی تاجیکستان | ۹۰٬۹۱۸    | ۲٫۱۷   |
|                        | عبدالحلیم غفوروف       | حزب سوسیالیست تاجیکستان       | ۶۳٬۰۸۲    | ۱٫۵۱   |
|                        | میروژ عبداللویف        | حزب کمونیست تاجیکستان         | ۴۹٬۵۳۵    | ۱٫۱۸   |
| کل                     | کل                     | کل                            | ۴٬۱۸۵٬۷۰۴ | ۱۰۰٫۰۰ |
|                        |                        |                               |           |        |
| آراء معتبر             | آراء معتبر             | آراء معتبر                    | ۴٬۱۸۵٬۷۰۴ | ۹۸٫۷۵  |
| آراء نامعتبر/سفید      | آراء نامعتبر/سفید      | آراء نامعتبر/سفید             | ۵۳٬۱۳۵    | ۱٫۲۵   |
| کل آراء                | کل آراء                | کل آراء                       | ۴٬۲۳۸٬۸۳۹ | ۱۰۰٫۰۰ |
| رأی‌دهندگان ثبت‌نام کرده | رأی‌دهندگان ثبت‌نام کرده | رأی‌دهندگان ثبت‌نام کرده        | ۴٬۹۶۱٬۱۸۸ | ۸۵٫۴۴  |
| منبع: CEC, Adam Carr   |                        |                               |           |        |